# Parksiedlung Kippekausen

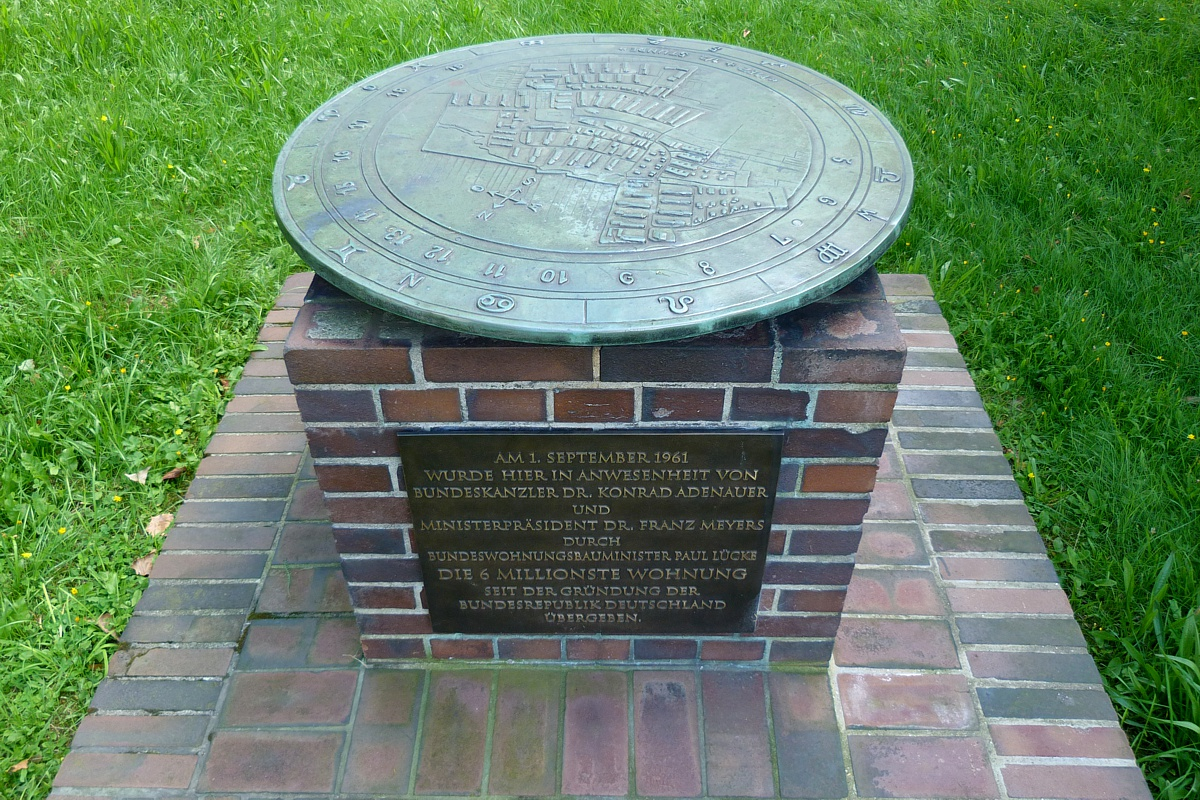
Grundstein der Parksiedlung mit Darstellung der Siedlung (oben) und Jubiläumstafel (vorn)

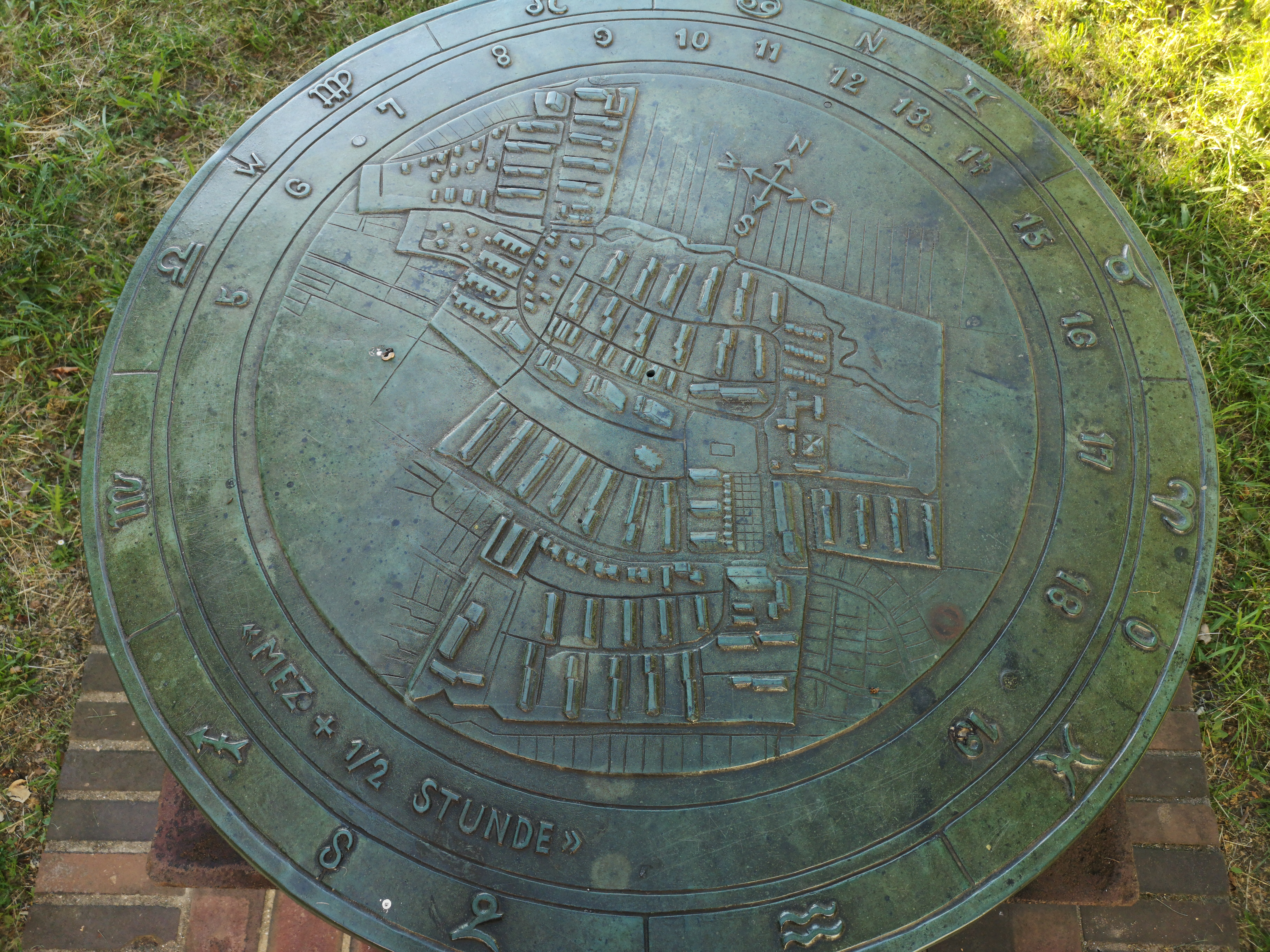
Detailansicht der Platte

Die Parksiedlung Kippekausen in Kippekausen war ein Infrastrukturprojekt in der Zeit des Deutschen Wirtschaftswunders zur Schaffung von neuem Wohnraum für ca. 3.000 Bürger.

## Geschichte
Hauptinitiator des Projektes mit dem Namen Demonstrativprogramm des Bundesministers für Wohnungsbau und des Wiederaufbauministers des Landes Nordrhein-Westfalen war Paul Lücke. Er war von 1957 bis 1965 Minister für Wohnungsbau im Kabinett von Konrad Adenauer und vorher Vorsitzender des Ausschusses für Wiederaufbau und Wohnungswesen. Zur Standortwahl trug bei, dass Lücke in Bensberg wohnte und stets als direkt gewählter Abgeordneter des Wahlkreises Rheinisch-Bergischer Kreis in den Bundestag eingezogen war.
Das vorgesehene Baugebiet grenzte im Westen an die bisherige Bebauung des Stadtteils Refrath, insbesondere an die 1949 errichtete Siedlung Schmillenburg. Im Osten verblieb ein Waldstück bis zum Bensberger See. Der symbolische Grundstein wurde im Oktober 1959 von Peter Erkens, dem nordrhein-westfälische Minister für Wiederaufbau, in ein separates Denkmal am Burgplatz gelegt. Unter der Regie der Westaufbau GmbH wurde das Mammutprojekt in drei Bauabschnitten bis Anfang 1962 realisiert. Dabei entstanden 440 Eigenheime sowie Hochhäuser mit 405 Mietwohnungen. Die meisten Eigenheime sind zweigeschossige Reihenhäuser mit einer Wohnfläche von etwa 90 Quadratmetern, daneben gibt es einstöckige Bungalows in der Straße An der Wallburg. Es gibt Mietwohnungen von einem bis zu fünf Zimmern, gut 50 Prozent sind Dreizimmerwohnungen. Die gesamten Baukosten inklusive Grunderwerb beliefen sich auf knapp 38 Millionen DM.
Für die Beheizung aller Gebäude wurde eine zentrale Fernwärmeversorgung aufgebaut. Zur Auflockerung der Bebauung verblieb ein Grünzug quer durch das Baugebiet, in dem immer noch die Reste der Motte Kippekausen zu finden sind und nur die Zeltkirche, eine Grundschule und eine Kindertagesstätte gebaut wurden.
Das offizielle Richtfest wurde am 1. September 1961 im Beisein von Bundeskanzler Adenauer, Bundesminister Lücke, Ministerpräsident von Nordrhein-Westfalen Franz Meyers und dem Bensberger Bürgermeister Ulrich Müller-Frank gefeiert. Mit dem Bauvorhaben war die Zahl von sechs Millionen Neubauwohnungen in der Bundesrepublik Deutschland überschritten worden. Als Jubiläumshaus gilt das Haus Burgherrenweg 25. Zum Jubiläum wurde eine beschriftete Bronzetafel am Denkmal des Grundsteins angebracht.
Die meisten zur Erschließung des Baugebietes neu angelegten Straßen erinnern mit ihren Namen an die ehemals vorhandene hochmittelalterliche Burganlage: Am Burgtor, An der Wallburg, Burgherrenweg, Burgplatz und Burgstraße.
Die Parksiedlung bildet den größten bebauten Bereich in dem durch die 1975 erfolgte Neuaufteilung der Stadtbezirke entstandenem Stadtteil Kippekausen. In Folge des allgemeinen Sinkens der Quote von Einwohnern je Haushalt wird heute die zum Baubeginn propagierte Zahl von 3.000 Einwohnern nicht mehr erreicht, im ganzen Stadtteil Kippekausen lebten Mitte 2017 nur 2.527 Einwohner in 1.256 Haushalten.

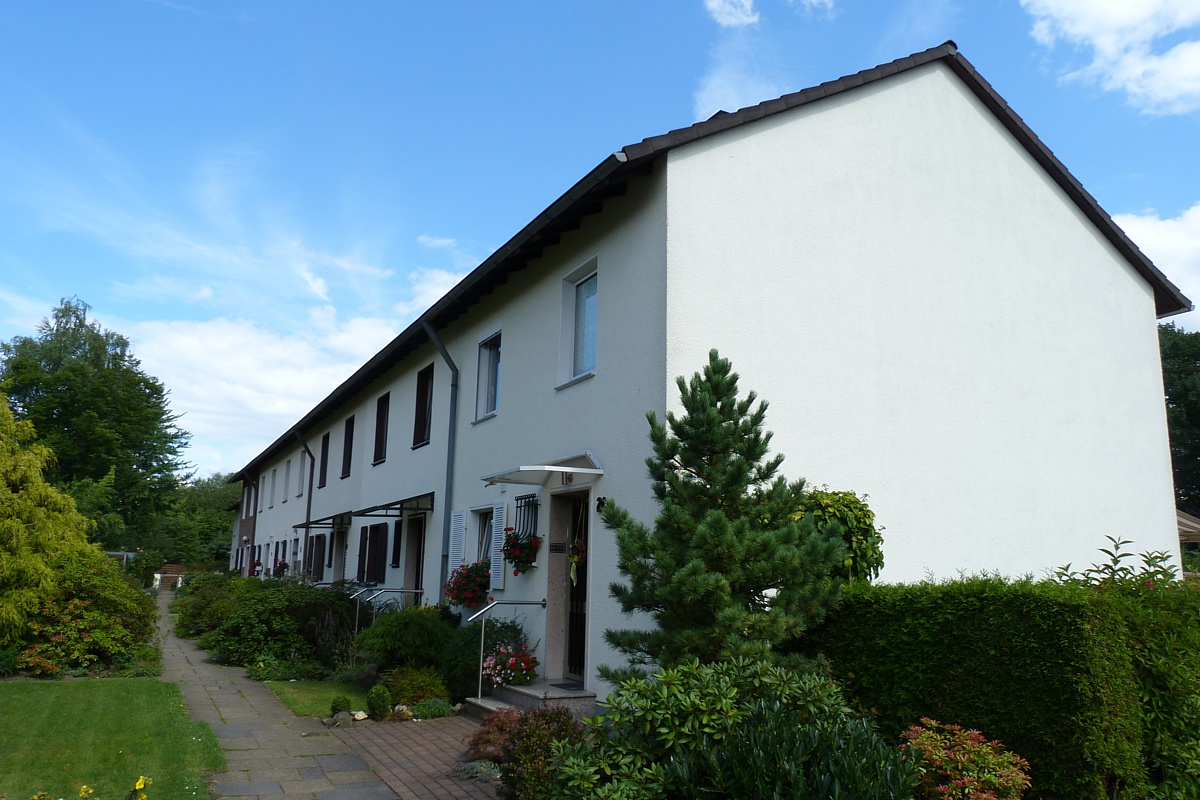
Typische Reihenhäuser der Parksiedlung
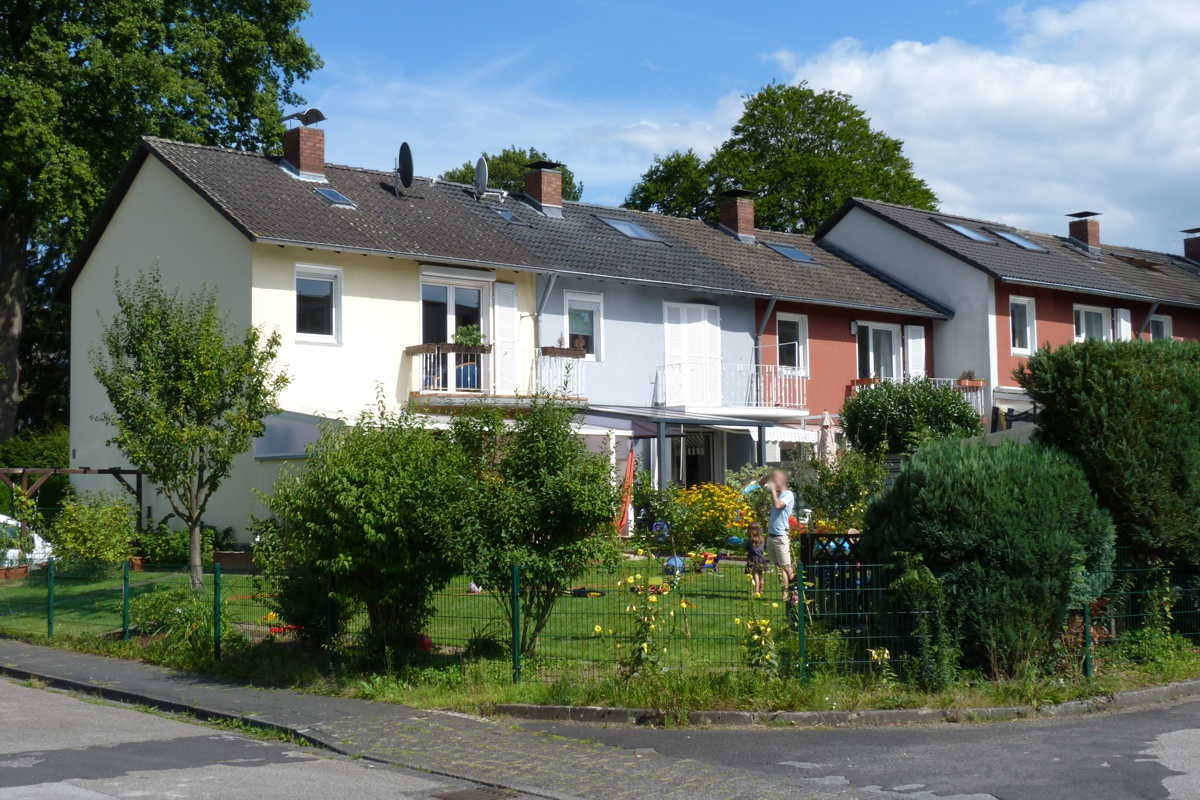
Typische Reihenhäuser, Gartenseite
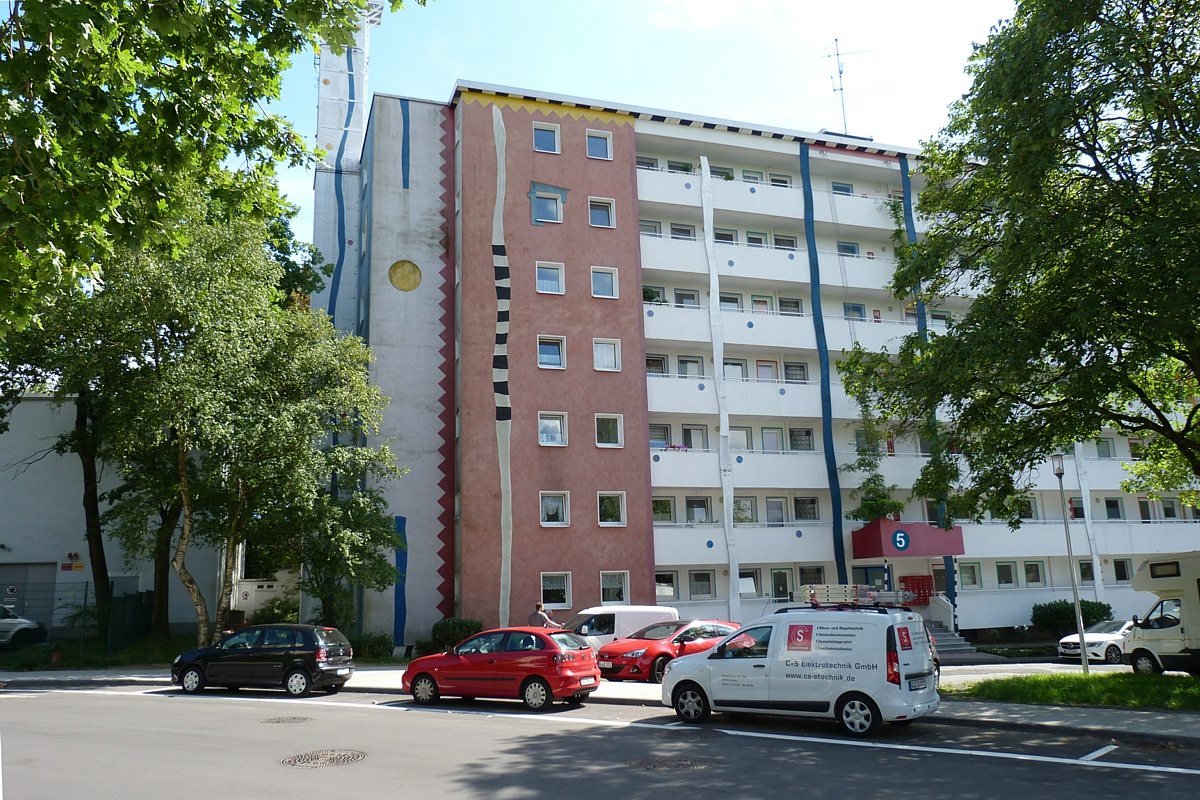
Ein Hochhaus der Parksiedlung am Burgplatz mit der Heizzentrale (links)

## Trivia
Einer der prominentesten Käufer eines Bungalows war der Sportler Manfred Germar. Metalldiebe stahlen im November 2014 die Bronzetafel zur Erinnerung an die sechsmillionste Wohnung. Die zerstörte Tafel wurde von der Stadt wiederhergestellt und am 28. Mai 2015 an alter Stelle angebracht.